# Sumpflugsnappare
Sumpflugsnappare (Muscicapa aquatica) är en fågel i familjen flugsnappare inom ordningen tättingar.

## Utseende och läte
Sumpflugsnapparen är en knubbig brun flugsnappare med vit strupe och brunt bröstband. Fåglar i östra delen av utbredningsområdet har mer kontrasterande undersida än västliga fåglar. Den är inte särskilt ljudlig, men har en dämpad sång bestående av en blandning av raspiga ljud, drillar och ljusa visslingar.

## Utbredning och systematik
Sumpflugsnappare delas in i fyra underarter med följande utbredning:
- Muscicapa aquatica aquatica – sydvästra Mauretanien söderut till Gambia, östra Nigeria, norra Kamerun, södra Tchad, norra Centralafrikanska republiken, västra Sydsudan och norra Demokratiska republiken Kongo
- Muscicapa aquatica infulata – centrala och östra Sydsudan, nordöstra Demokratiska republiken Kongo, Uganda, Rwansa, västra Burundi, västra Kenya, nordvästra Tanzania och nordöstra Zambia
- Muscicapa aquatica lualabae – sydöstra Demokratiska republiken Kongo (kärr längs Lualabafloden)
- Muscicapa aquatica grimwoodi – södra Zambia (Kabwe-distriktet, Suye och Lukanga)

## Levnadssätt
Som namnet antyder hittas sumpflugsnapparen nära vatten, i miljöer som papyrusträsk, våtmarker, flodbanker och sjöstränder.

## Status och hot
Arten har ett stort utbredningsområde och en stor population med stabil utveckling och tros inte vara utsatt för något substantiellt hot. Utifrån dessa kriterier kategoriserar internationella naturvårdsunionen IUCN arten som livskraftig (LC). Världspopulationen har inte uppskattats men den beskrivs som alltifrån vanlig till mycket vanlig.